# Sappada

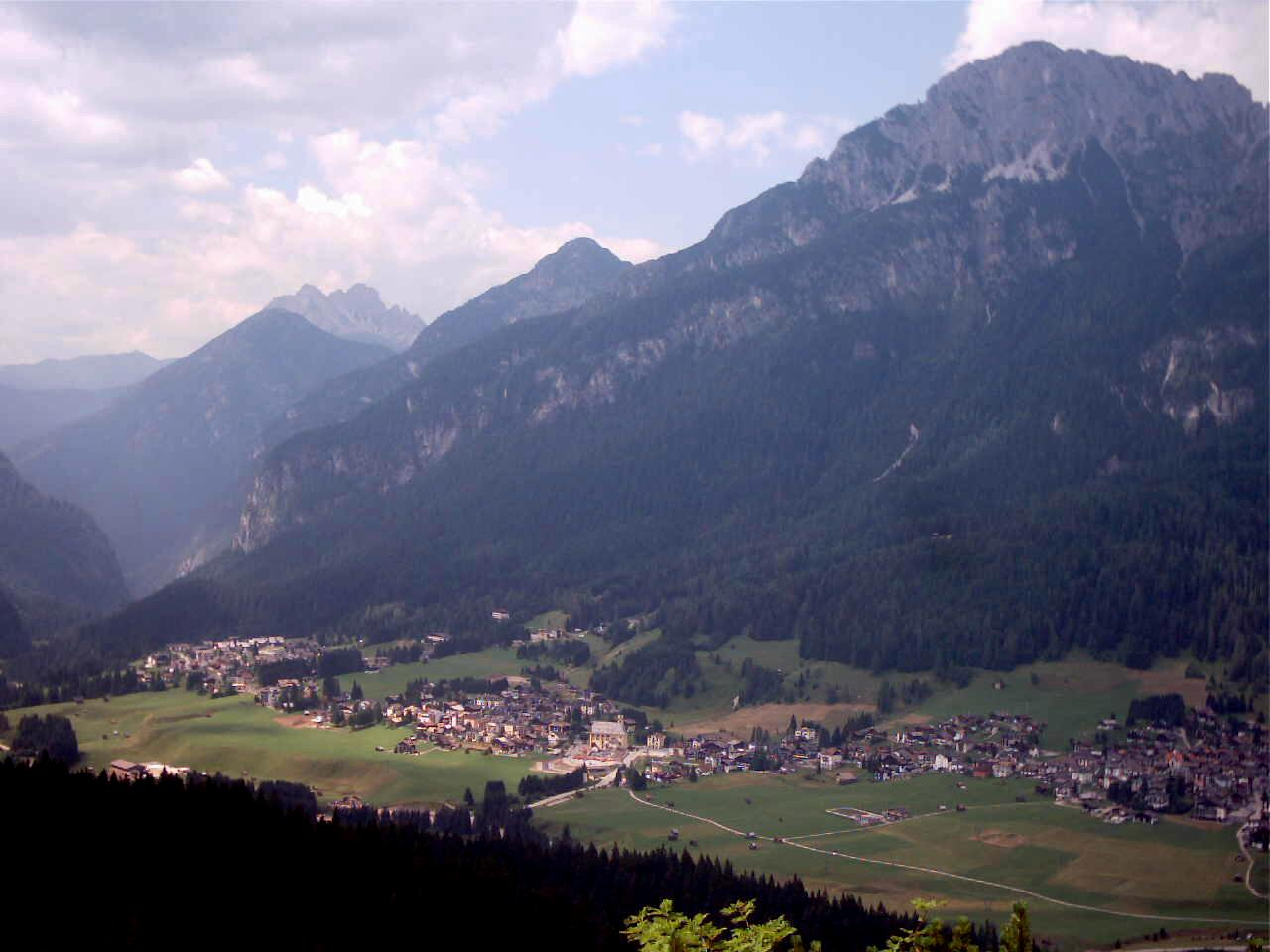
Vista di Sappada

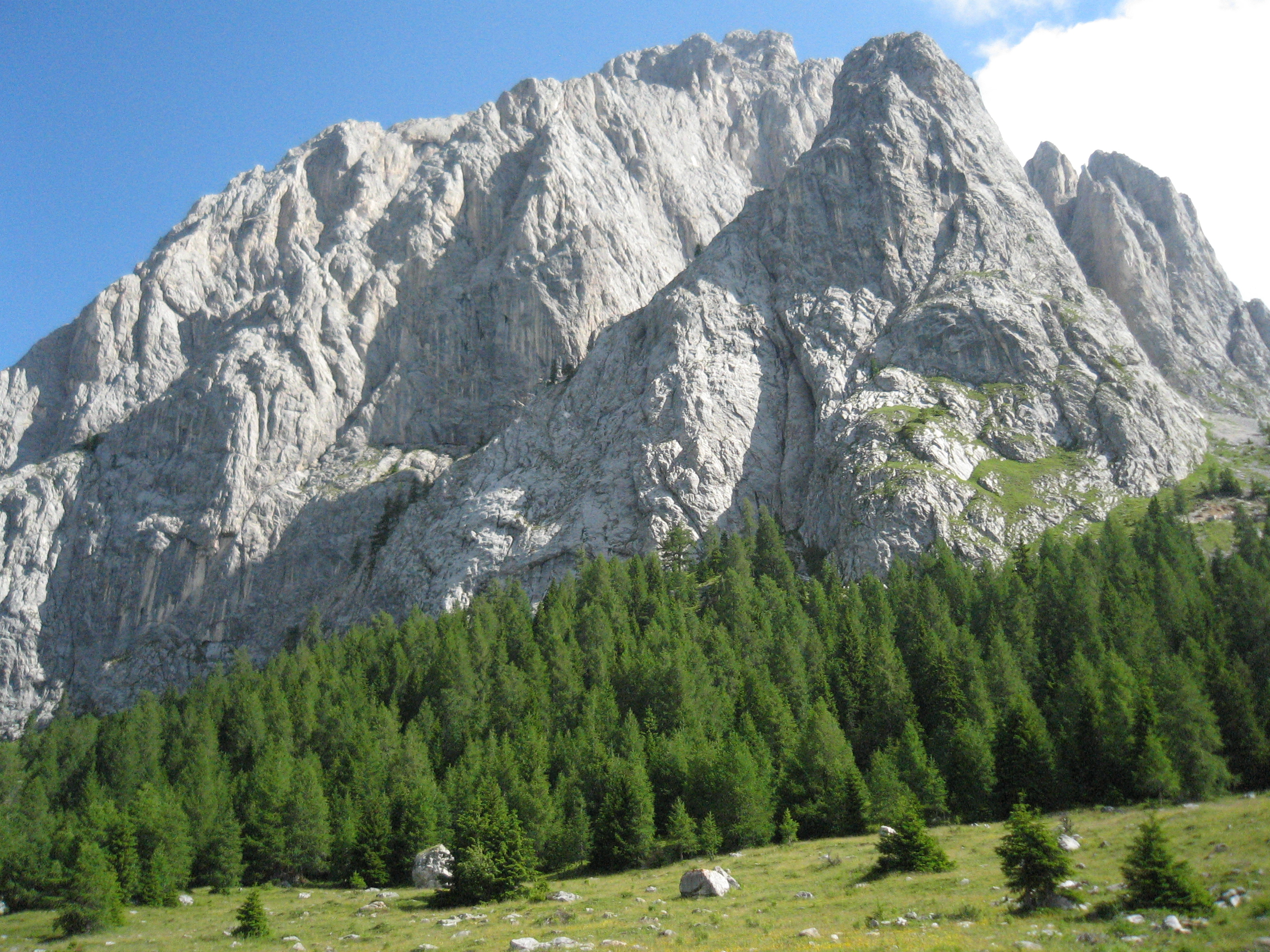
Monti di Sappada

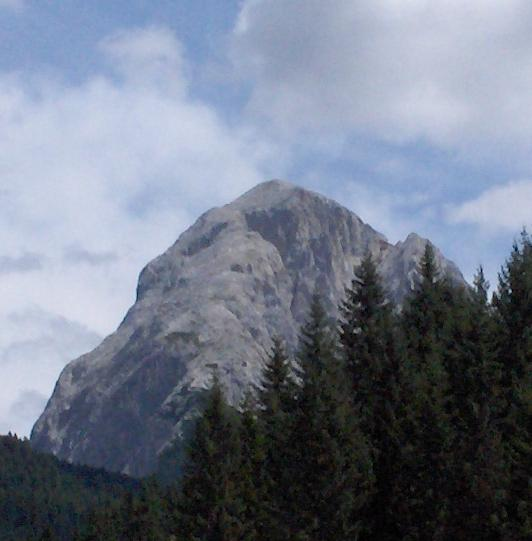
Il Monte Peralba

Sappada (Plodn in sappadino, Bladen in tedesco, Sapade in friulano, Sapada in ladino) è un comune italiano sparso di 1 304 abitanti del Friuli-Venezia Giulia, in provincia di Udine.
Isola linguistica germanofona, è una stazione turistica estiva e invernale ed è il comune più alto della regione Friuli-Venezia Giulia, superando Sauris. 
Storicamente parte del Friuli, il comune di Sappada fece tuttavia parte della provincia di Belluno e del Veneto dal 1852 al 2017, quando il Parlamento italiano, seguendo l'esito del referendum del 2008 in cui i cittadini hanno espresso la volontà di passare alla Regione Friuli-Venezia Giulia, ha disposto il passaggio di Regione. Sappada fa altresì parte della regione storica del Cadore e tuttora della Magnifica Comunità di Cadore, di cui è membro attivo, elettivo e partecipe nelle decisioni.

## Geografia fisica
Sorge ad un'altitudine di 1.245 m s.l.m. nell'estremità nord-orientale delle Dolomiti, tra Cadore e Carnia, al confine tra Veneto e Friuli-Venezia Giulia. Il paese si estende in direzione est-ovest lungo tutta la valle attraversata dal fiume Piave; le sue sorgenti infatti si trovano proprio nel territorio comunale a 1.800 m s.l.m. alle falde del monte Peralba (altre sorgenti del fiume si trovano in Comelico).

### Orografia
Circondata da massicci dolomitici, con il paesaggio caratterizzato da pascoli e boschi di conifere con numerose cascatelle e laghetti alpini, il territorio di Sappada comprende una porzione delle Alpi Carniche a Nord e delle Dolomiti Pesarine a Sud. Oltre al Peralba, che con i suoi 2.694 m è la terza vetta delle Alpi Carniche, le cime principali del territorio sappadino sono il Pic Cjadenis (2.490 m) e il Monte Lastroni (2.450 m) che si trovano nella Val Sesis settentrionale; il Monte Chiadenis (2.454 m); la Creta Forata (2460 m), il Monte Geu, il Monte Cimon, il Monte Siera (2.442 m), Piccolo Siera, il Gruppo dei Clap (2.487 m) sul versante meridionale, il Gruppo delle Terze (Monte Terza Grande 2.586 m, Monte Terza Media 2.433 m, Monte Terza Piccola 2.333 m, Cresta di Enghe 2.414 m), a ovest, il Monte Rinaldo, il Monte Ferro (2.348 m), la Cresta del Righile, il Monte Hochbolt sul versante settentrionale della valle.

### Clima
Il clima è tipicamente alpino con estati fresche (specie tra agosto e settembre quando il periodo risulta anche più piovoso a differenza di luglio che risulta più caldo) e inverni rigidi e nevosi; il periodo di innevamento si protrae dai primi di dicembre ai primi di aprile. Le mezze stagioni invece, si presentano solitamente ventilate, fresche e abbastanza piovose. Inoltre l'orientamento della valle est-ovest permette un ottimo soleggiamento sia in estate sia in inverno.

## Origini del nome
Il toponimo Sappada, Plodn in dialetto e Bladen in tedesco, è un toponimo di origine controversa quanto alla sua etimologia: potrebbe derivare da Zepodn, termine dialettale con cui si designa oggi Cima Sappada, posta in alto, sul piano (zum Boden), o da zapata/sapada, da cui Sappada, che indicherebbe il modo in cui gli abitanti avrebbero lavorato la terra. Da Longaplave, termine con cui i patriarchi di Aquileia designavano la località (Longa Plavis) e che fa riferimento al fiume che vi scorre, il Piave, avrebbe origine Plodn.

## Storia
Le origini di Sappada non sono certe: l'ipotesi più probabile è che nell'XI secolo alcune famiglie provenienti dalla vicina Austria (secondo la leggenda dal paese di Villgraten nel Tirolo orientale) si insediarono nella valle con l'autorizzazione del patriarca di Aquileia su invito dei conti di Gorizia e dietro pagamento di una somma annuale. Si tratta quindi di un'isola linguistica, che ha conosciuto successive ulteriori migrazioni di famiglie dalla Val Pusteria.
La valle cadorina era disabitata e incolta e i sappadini iniziarono un'opera di disboscamento e coltivazione; in breve nacque un piccolo paese formato da masi, sviluppatosi nel tempo in borgate. Il paese è costituito da caratteristiche case in legno. Intorno al paese si trovano pascoli per l'allevamento dei bovini, campi di segale, avena, orzo e legumi e boschi.
Nel 1500, oltre alle attività agricole e di pastorizia, prosperava anche il commercio del legname, grazie alla forte richiesta di legno per barche da parte della Repubblica di Venezia. Dopo una breve parentesi di dominazione francese, nel 1814 Sappada passò sotto gli austriaci, cui si devono le prime scuole e opere pubbliche. Nel 1852 Sappada, allora parte del Regno Lombardo-Veneto, passava dalla provincia del Friuli a quella di Belluno. I 263 capifamiglia chiamati a votare se volessero passare alla provincia di Belluno oppure no, all'unanimità scelsero Belluno. Nel 1866 veniva annessa all'Italia.
Durante la prima guerra mondiale non furono combattute battaglie decisive sulle montagne circostanti ma vennero mantenute posizioni sul fronte, di cui permangono i resti. Molte sappadine inoltre furono portatrici carniche, donne che volontariamente compivano centinaia di metri di dislivello per diverse volte al giorno per rifornire di viveri e munizioni i soldati italiani al fronte. Dopo la rotta di Caporetto il paese fu evacuato anche a causa del sospetto che gli abitanti potessero nutrire simpatie filo-austriache a causa del loro dialetto: la popolazione fu raccolta in Toscana e presso il comune di Arezzo fu istituita la sede provvisoria del comune di Sappada dal 1917 al 1919; alcuni arrivarono in Campania ed in Sicilia.
Nella seconda guerra mondiale il paese fece parte della Repubblica libera della Carnia e fu teatro di scontri tra partigiani e tedeschi. Alcuni sappadini furono condotti ai campi di concentramento, tra cui Dachau.
Nel dopoguerra a causa della carenza di lavoro molti sappadini emigrarono all'estero, in particolare in Svizzera e Germania. In seguito lo sviluppo del turismo cambiò anche l'economia del paese e molti emigrati tornarono a casa per dedicarsi all'attività terziaria.
Il 5 novembre 2017 si è gemellata con Arezzo. Il 16 dicembre dello stesso anno, Sappada è passata dal Veneto (provincia di Belluno) al Friuli-Venezia Giulia (legge 182/2017), pur rimanendo parte della Magnifica Comunità di Cadore.

### Simboli
Nello stemma del comune è raffigurato un minatore al lavoro sul fondo di una miniera, figura simbolo delle origini storiche di Sappada, ed è in uso fin dal 1890. Nel 1929 fu inviata dal podestà di allora alla Prefettura la documentazione per ottenerne la concessione ufficiale. 
Con regio decreto del 10 aprile 1930 (RR.LL.PP. del 14 gennaio 1932) venne concesso uno stemma con un disegno diverso dall'originale: d'azzurro, al monte di tre cime al naturale, su terrazzo di verde, accompagnato in capo da due zappe, decussate, manicate d'oro.
L'amministrazione comunale riporta però nei suoi documenti lo stemma tradizionale.
Il gonfalone è un drappo di azzurro.

## Monumenti e luoghi d'interesse

### Architettura

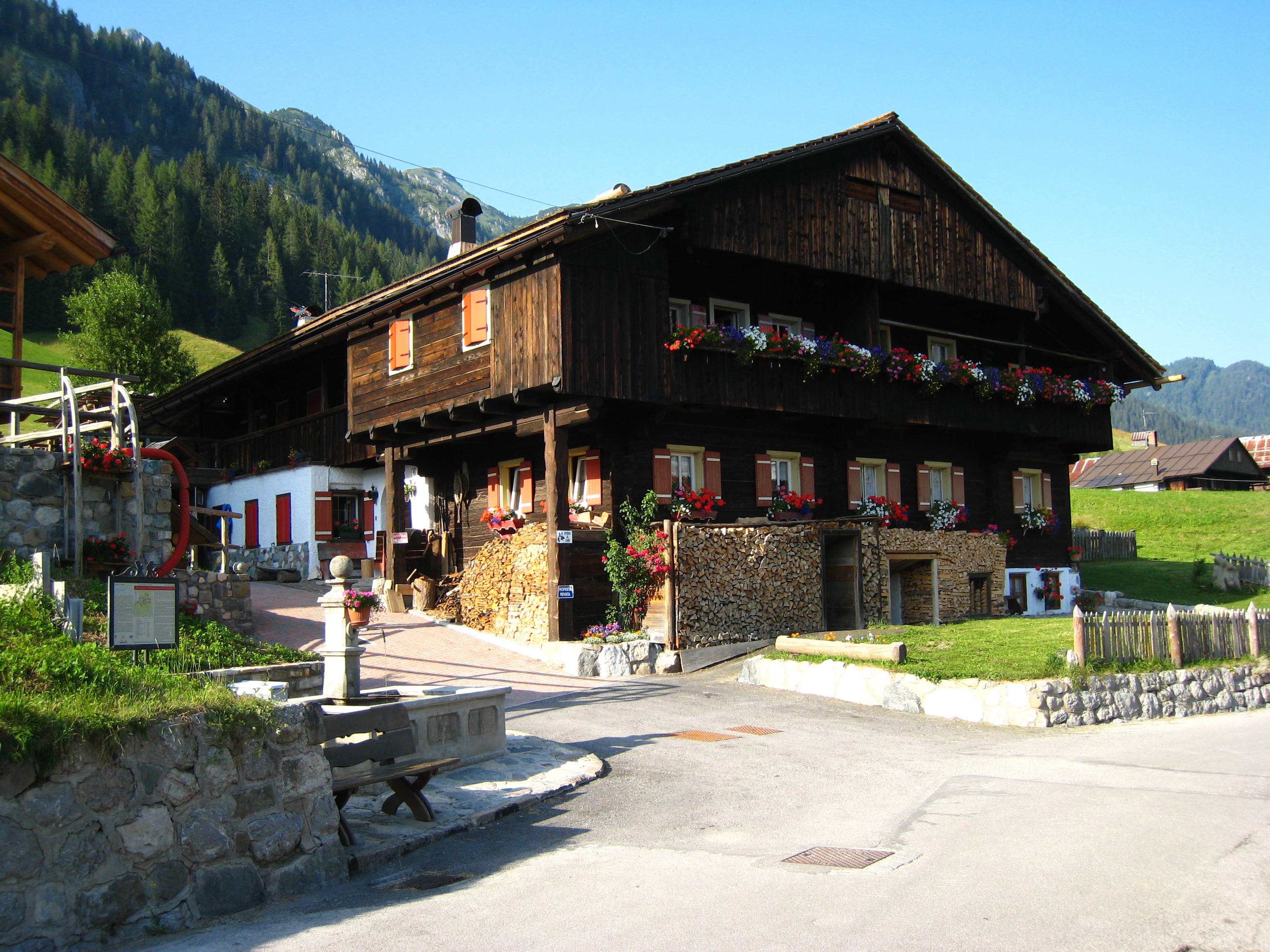
Una casa di Sappada vecchia

L'architettura sappadina appare ispirata alle tendenze alpine, con la predominanza di rustici e case completamente in legno, che costituiscono il patrimonio architettonico del paese. Queste abitazioni sono costruite con l'antica tecnica del blockbau a travi sovrapposte in orizzontale e incassate agli spigoli. Le tipiche blockhaus sappadine si trovano a Sappada Vecchia e a Cima Sappada. Abitazioni più recenti si hanno in borgata Lerpa e nel centro.

### Architetture religiose

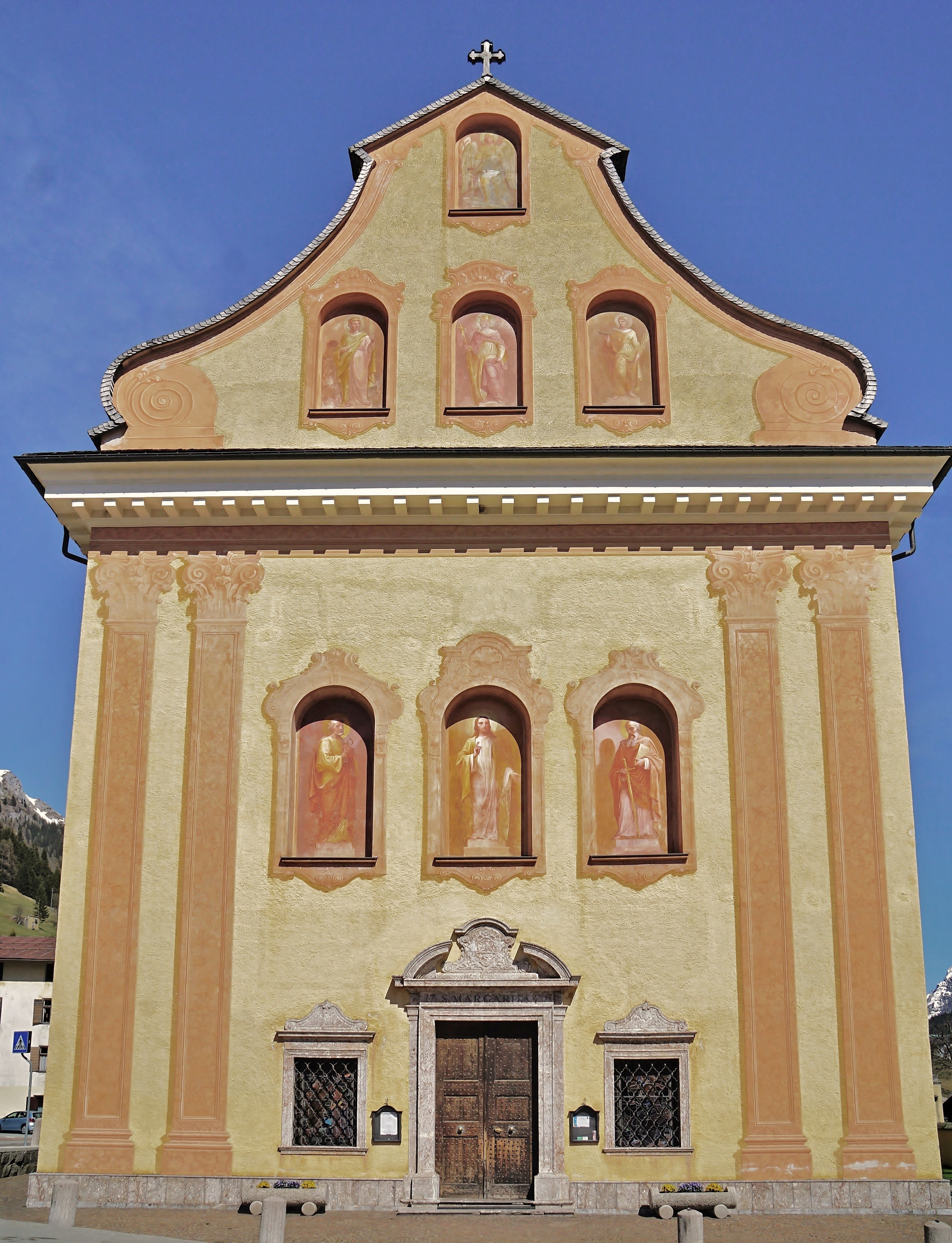
Chiesa di Santa Margherita

- Chiesa arcipretale di Santa Margherita, sita in borgata Granvilla, di stile barocco risalente al 1779, è la chiesa principale del paese. Fu costruita su un edificio precedente da Tommaso da Lienz tra il 1777 e il 1779, su modello di altre chiese del Tirolo. All'interno sono presenti numerosi affreschi di Francesco Barazzuti realizzati nel 1906: l'Assunta in cielo (volta della navata), Crocefissione (abside), Morte di san Giuseppe (parete sinistra), Martirio di santa Margherita (parete destra); invece la pala dell'altare maggiore in fondo all'abside fu dipinta da Johann Renzler nel 1802. Il campanile è munito di un concerto di tre campane: la maggiore dedicata a santa Margherita, la mediana a S. Maria Santissima e la minore ai santi Ermagora e Fortunato e termina con una torretta ottagonale coronata da una cuspide sagomata.
- Santuario Regina Pacis, sito in borgata Soravia, è stato costruito nel 1973 per assolvere un voto espresso durante la seconda guerra mondiale, su progetto dell'architetto Luciano Ria. Davanti alla chiesa sono state recentemente ricollocate le sculture di Augusto Murer presenti all'interno della chiesa, che rappresentano le angosce di guerra: il rilievo maggiore, anziché raffigurare la Vergine Maria, raffigura il grido di dolore di una donna.

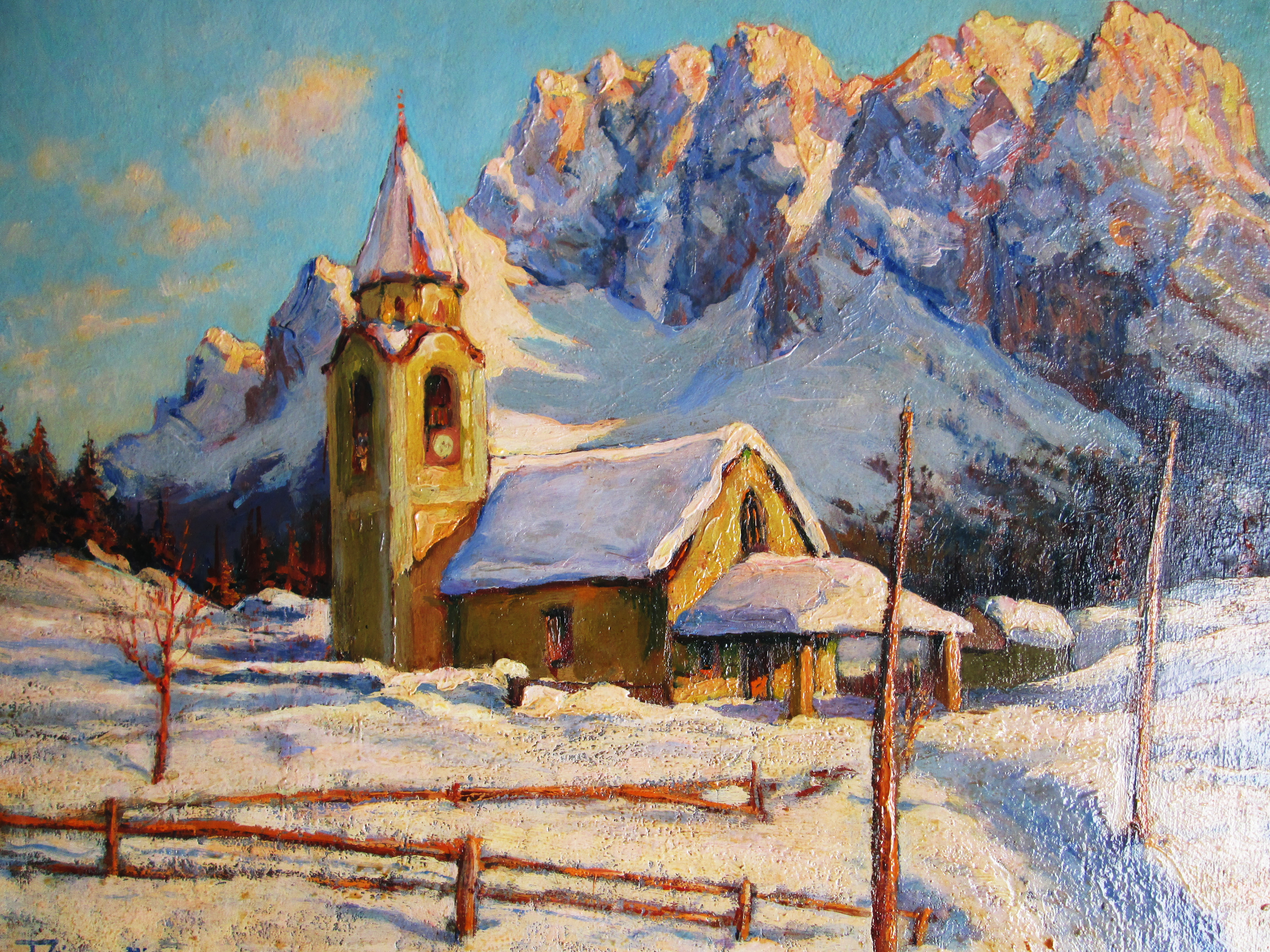
"La chiesetta di Cima Sappada", Francesco Giancotti (1878-1940)

Chiesa di Sant'Osvaldo, sita a Cima Sappada, fu costruita nel 1732 al posto di un precedente edificio più modesto. Venne restaurata da famiglie della borgata nel 1819, poi altri lavori vennero eseguiti nel 1906 e nel 1954. Ha il portico aperto ai lati, sul modello delle chiesette della vicina Carnia, dalle linee semplici.

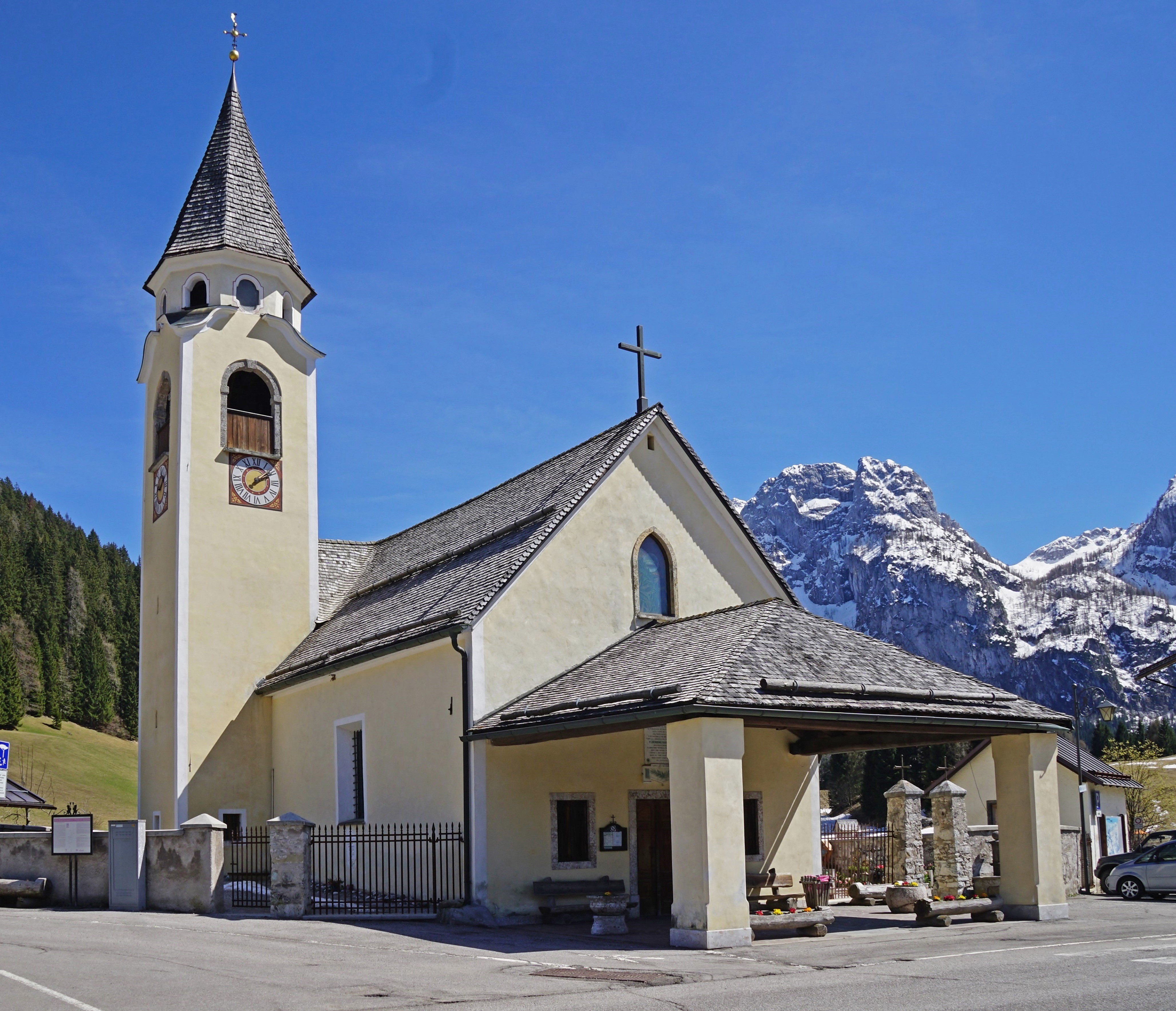
Chiesa di Sant'Osvaldo

- Via Crucis in borgata Mühlbach, con 14 cappelline delle stazioni che conducono alla chiesetta del Calvario.
- Chiesetta del Calvario accanto alla quale si elevano le tre croci del Golgotha.

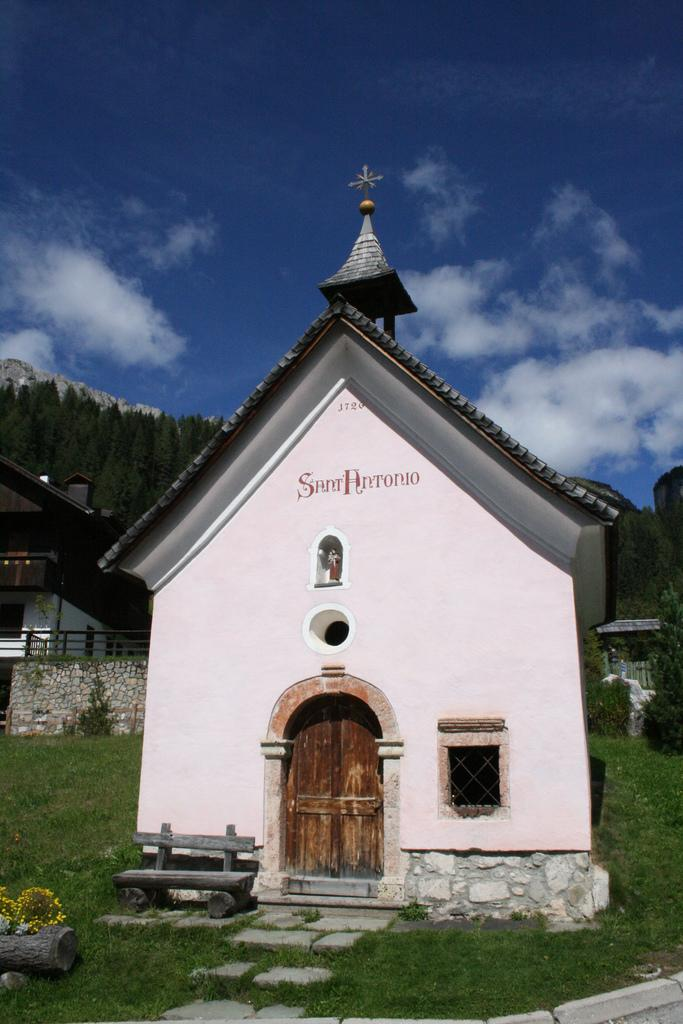
La cappella di Sant'Antonio

- Cappella di Sant'Antonio, situata nella parte alta di borgata Bach, costruita nel 1726, è la più antica cappella di Sappada. Sopravvisse miracolosamente all'incendio del 1908 che distrusse la borgata Bach. L'interno è caratterizzato dall'abside poligonale e da una pregevole volta a vele decorata ad affresco con i simboli degli evangelisti.
- Cappella S. Giovanni Battista, poi S. Maria Ausiliatrice in borgata Lerpa.
- Cappellina SS. Trinità in borgata Cottern.
- Cappella di San Giovanni Bosco in borgata Hoffe.
- Cappella della Madonna di Lourdes in borgata Kratten.
- Cappella di San Giuseppe in borgata Soravia.
- Cappella di Sant'Antonio da Padova in borgata Ecche.
- Cappellina di Santa Teresa in borgata Cretta.
- Cappella della Madonna del Rosario in borgata Puiche.
- Cappella della SS. Trinità in borgata Cretta.

Inoltre in tutte le borgate di Sappada sono presenti altre cappelline, numerosi capitelli e crocifissi lignei.

### Sappada Vecchia
Nove delle quindici borgate di Sappada (Pill, Mühlbach, Cottern, Hoffe, Fontana, Kratten, Soravia, Ecche e Puiche) costituiscono la cosiddetta Sappada Vecchia. Più isolata è la borgata Cima Sappada, con numerosi rustici in legno risalenti al XIX secolo.
Dal 2017 Sappada Vecchia è entrata a far parte dell'associazione I borghi più belli d'Italia.

### Aree naturali

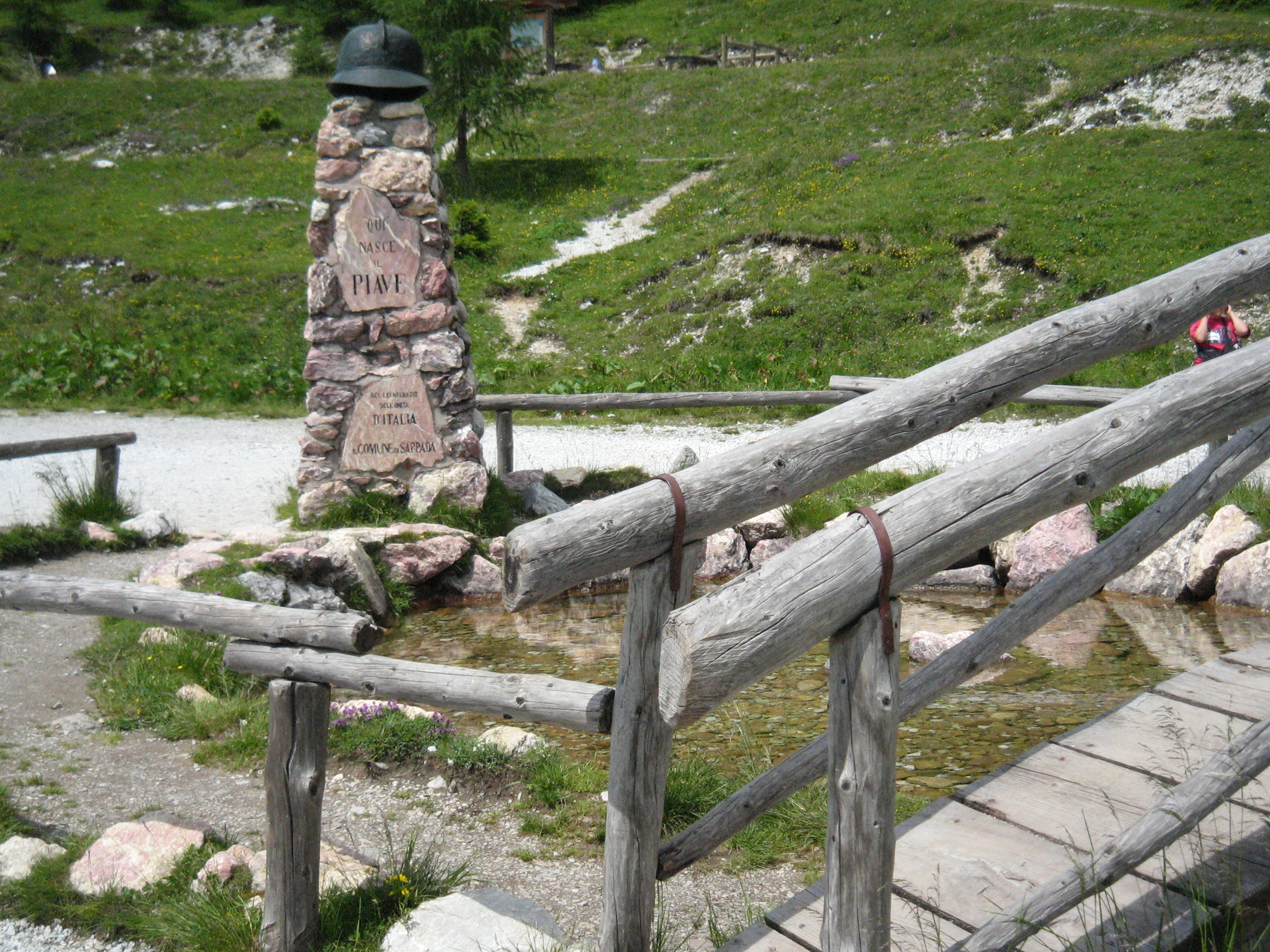
Le sorgenti del Piave

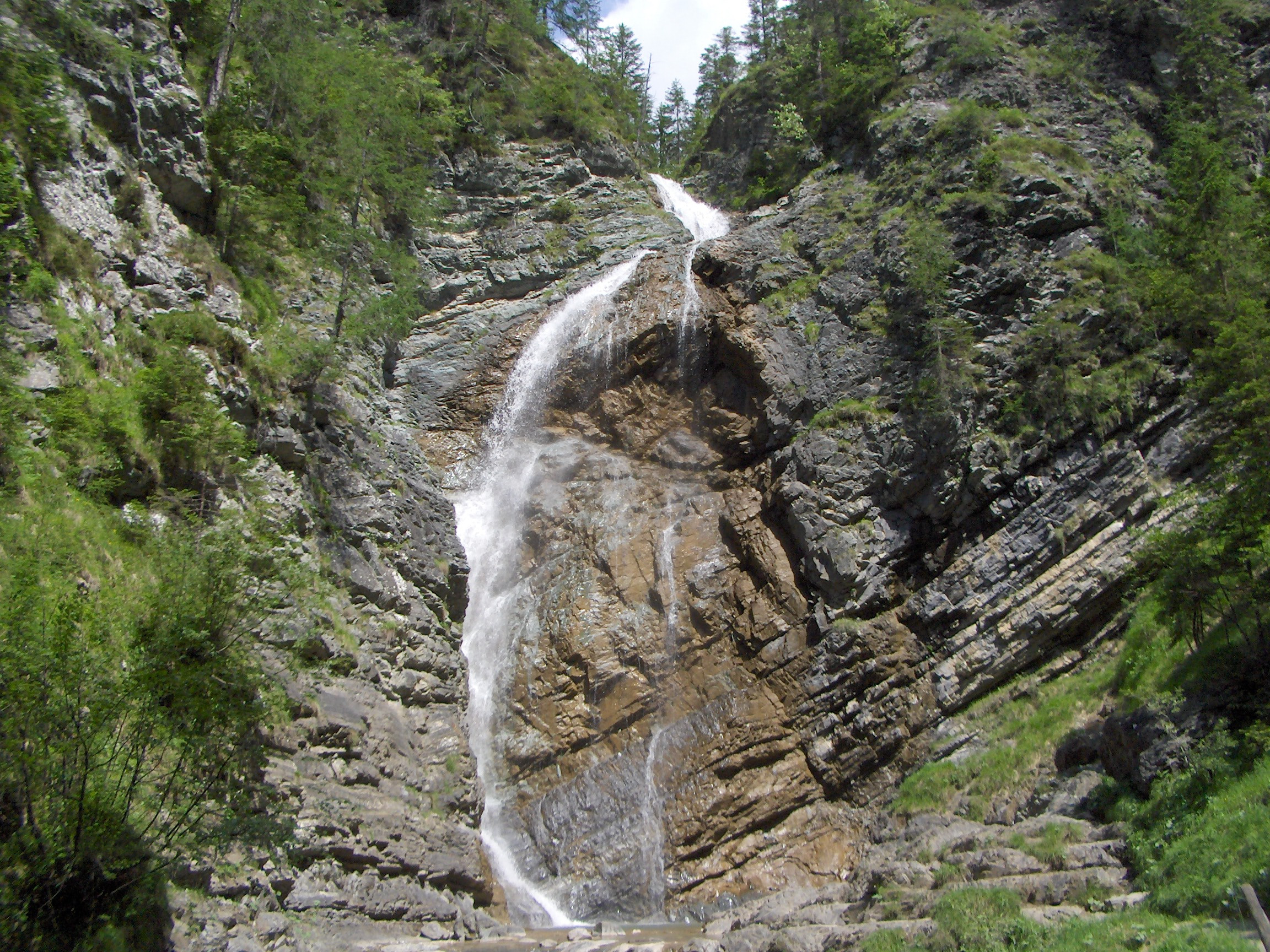
Cascatelle di Mühlbach

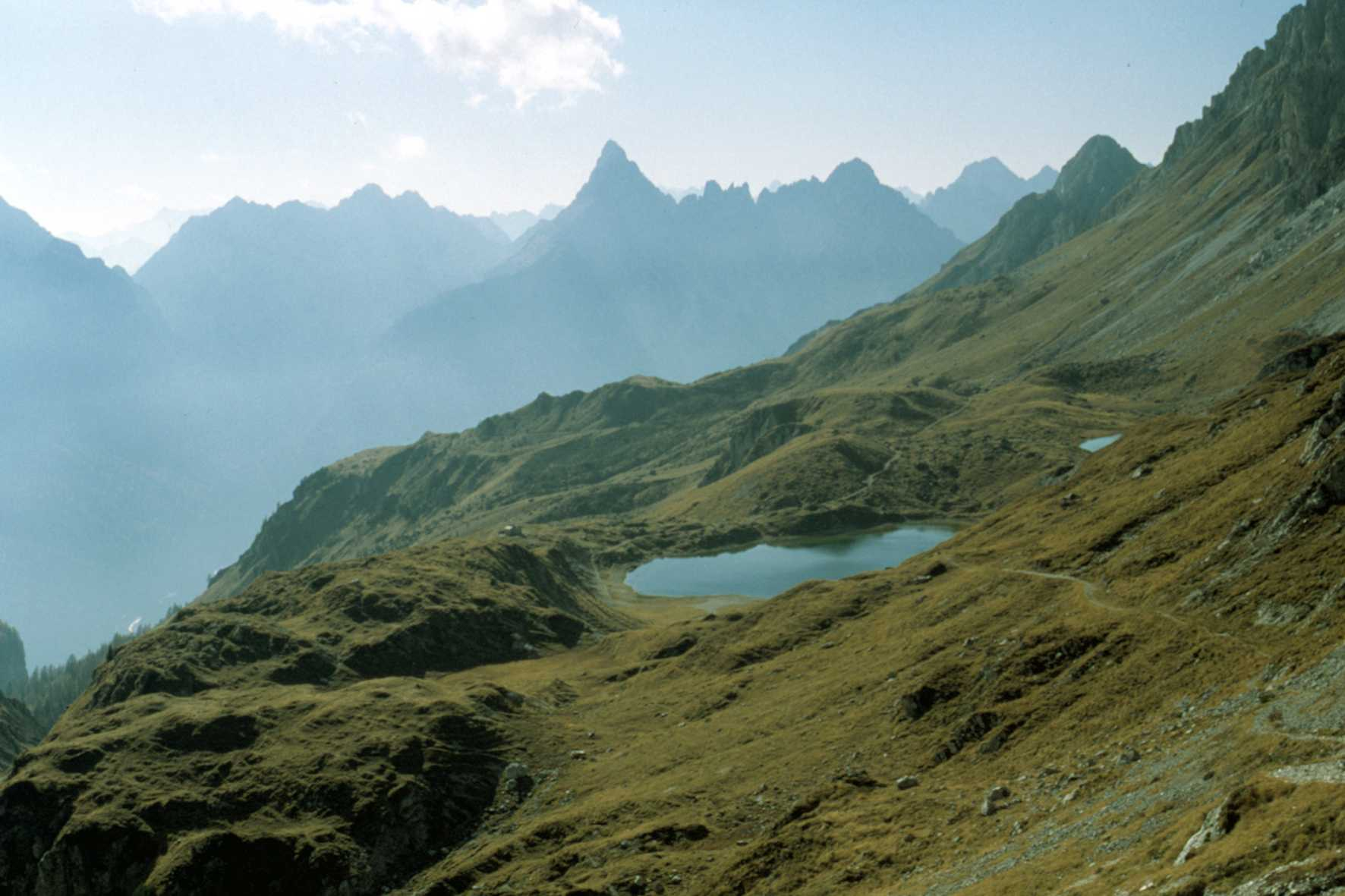
I laghi d'Olbe a quota 2.156

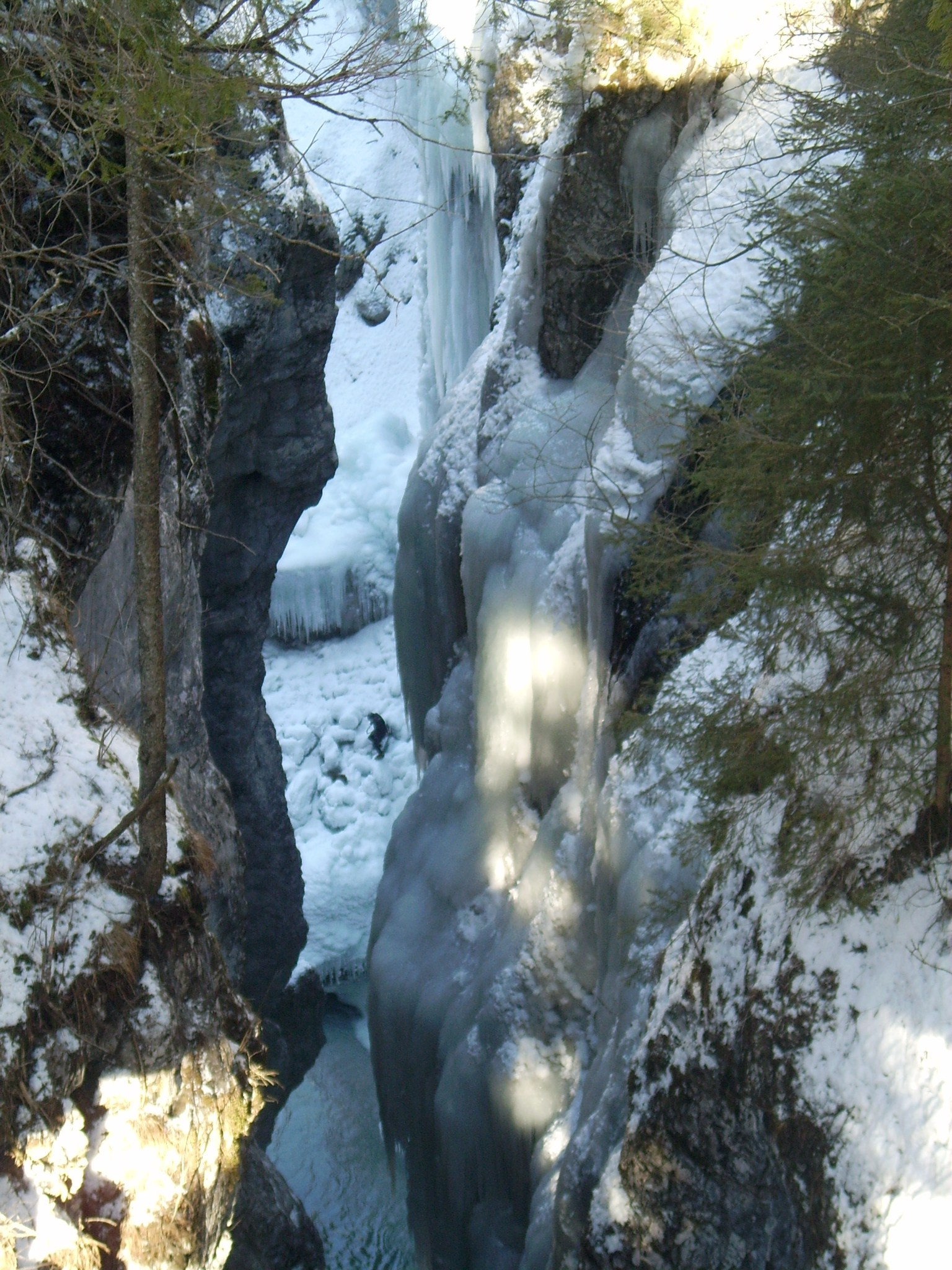
L'orrido dell'Acquatona d'inverno

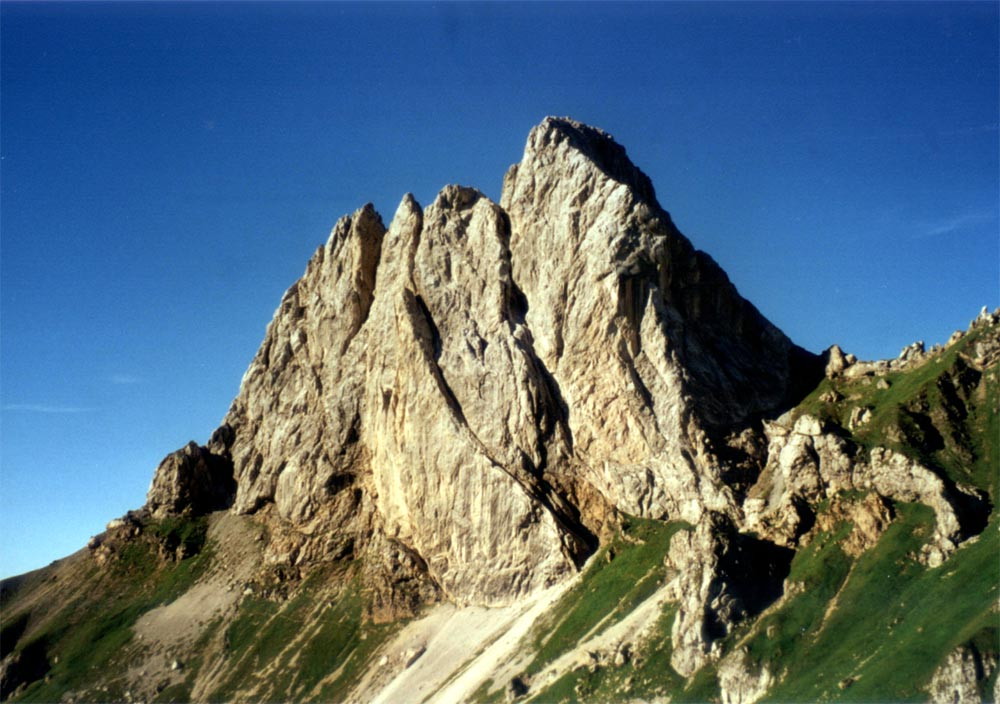
Monte Chiadenis

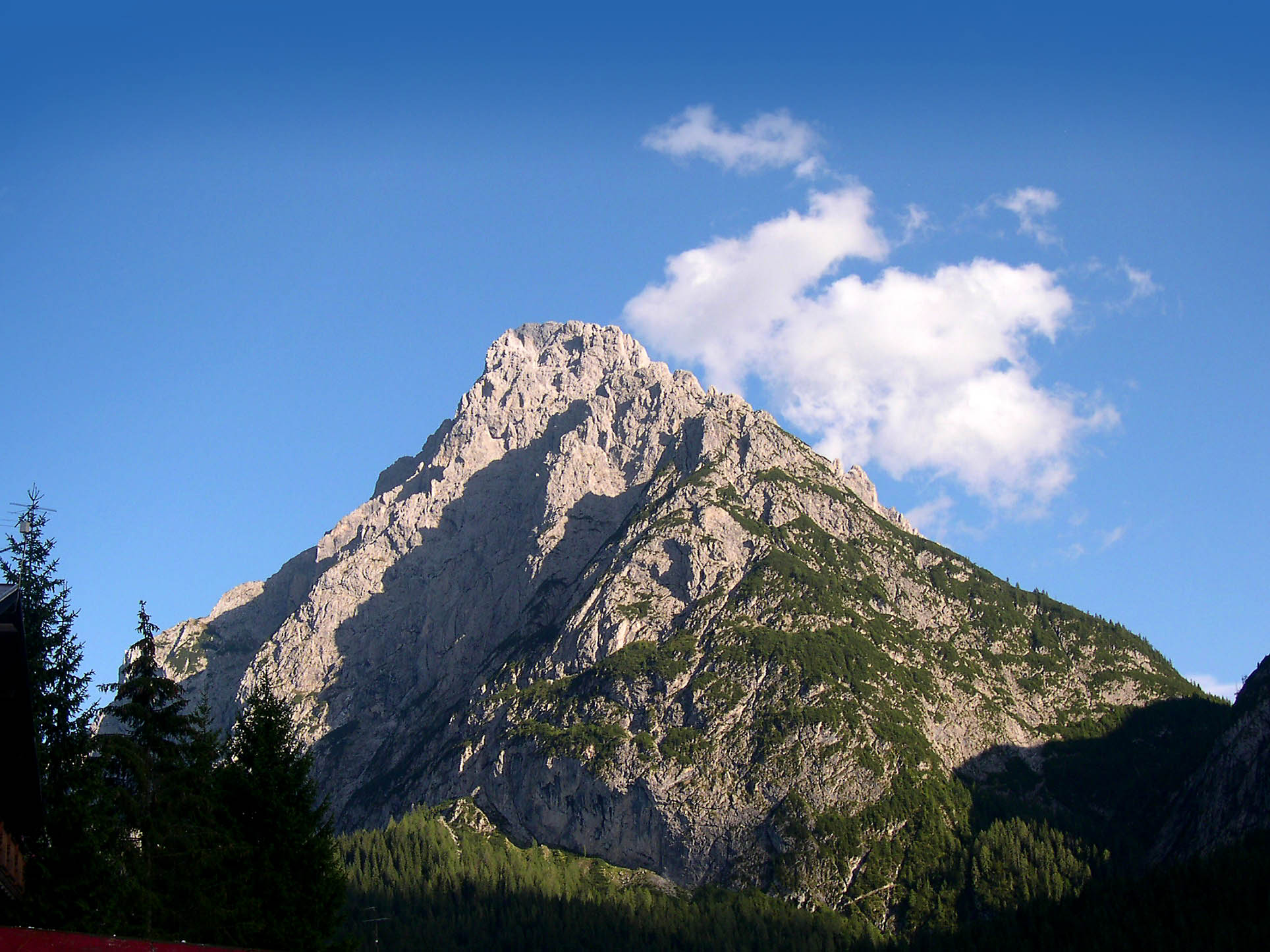
Monte Siera

- Cascatelle di Mühlbach, attraverso un sentiero ricavato nella roccia si risale il rio Mühlbach e si giunge poco dopo sotto la cascata. Le cascatelle sono illuminate durante il periodo estivo sino alle 23:00.
- Laghi d’Olbe, si tratta di tre laghetti alpini situati a quota 2.156 m s.l.m. sul versante di Sappada 2000 nella Val d'Olbe, raggiungibili a piedi o in seggiovia; nei pressi vi è il rifugio Sappada 2000.
- Orrido dell'Acquatona, in sappadino Katinaloch, è la forra di circa 50 metri di profondità scavata dal Piave all'incontro con il rio dell'Acquatona.
- Sorgenti del Piave, nel territorio comunale di Sappada nella Val Sesis ai piedi del Monte Peralba a quota 1830 m s.l.m. nasce il fiume Piave.
- Parco della Fauna Alpina, recintato a lato della strada in borgata Mühlbach, ospita varie specie di animali caratteristici del territorio alpino.
- Laghetto Ziegelhutte, si trova ai piedi delle Terze e della Cresta di Enghe.
- Sentiero Naturalistico del Piave è sentiero che accompagna il corso del Piave (che nasce alla fine della Val Sesis), da Cima Sappada fino ai Piani del Cristo. Nel secondo e ultimo tratto sfocia sul pianoro denominato Piani del Cristo, con l’omonimo rifugio.
- Passo Digola È un’ampia sella prativa limitata a sud dai ghiaioni e dalle ripide pareti della Terza Media e a nord dalle fitte abetaie su cui incombono le rocce della Terza Piccola
- Monte Lastroni È una vetta all'estremità orientale della dorsale rocciosa che dal monte Rinaldo si protende fino all'alta val Sesis.
- Val Sesis, in sappadino Zètz, è la valle che, partendo da Cima Sappada, conduce alle Sorgenti del Piave; è circondata dal gruppo montuoso del Peralba - Chiadenis
- Capanna Bellavista punto panoramico che domina su Sappada.
- Passo dell'Arco o anello del Col dei Mughi Si tratta di una forma di erosione, frutto millenario degli agenti esogeni, che hanno scolpito un arco di roccia. Mette in contatto la zona del Passo Siera-Cadin delle vette Nere con il Cadin di Fuori. È il punto di transito per diversi anelli.
- Il monte Chiadenis (Cjadenis in friulano) è una montagna delle Alpi alta 2.459 m. Si trova tra i comuni di Sappada e Forni Avoltri. Durante la prima guerra mondiale divenne tra il 1915 e il 1917 teatro di operazioni che videro contrapposti alpini italiani da una parte e kaiserjäger austriaci dall'altra.
- L'Alta via n. 6, conosciuta anche con il nome di Alta via dei Silenzi, è un'alta via alpina lungo le montagne dolomitiche, attraverso le regioni Friuli-Venezia Giulia e Veneto.
- Il Monte Siera ((Zehrn)Schpitz in sappadino), è una montagna delle Alpi alta 2.443 metri. Si trova a sud-est della valle di Sappada, ed è un monte che fa parte delle Dolomiti Pesarine, gruppo Terze-Clap-Siera nelle Alpi Carniche. Segna il confine tra i comuni di Prato Carnico a sud e Sappada a nord.
- Forcella Delle Genziane È una forcella con un'alta presenza di genziane, limitata a nord dalle levigate pareti della Creta Cacciatori, a sud dalla crestina erbosa del primo campanile delle Genziane.
- Il passo di Oberenghe o Enghe mette in comunicazione la val Frison con la valle di Sappada. Divide la Terza Grande dalla Cresta di Enghe.
- Miravalle (in sappadino Viirplòtte) è un terrazzo naturale situato su uno dei vari contrafforti di Hochbolt, a breve distanza dai Piani di Gront e dalla stazione a monte del primo troncone della seggiovia Sappada 2000.

### I rifugi

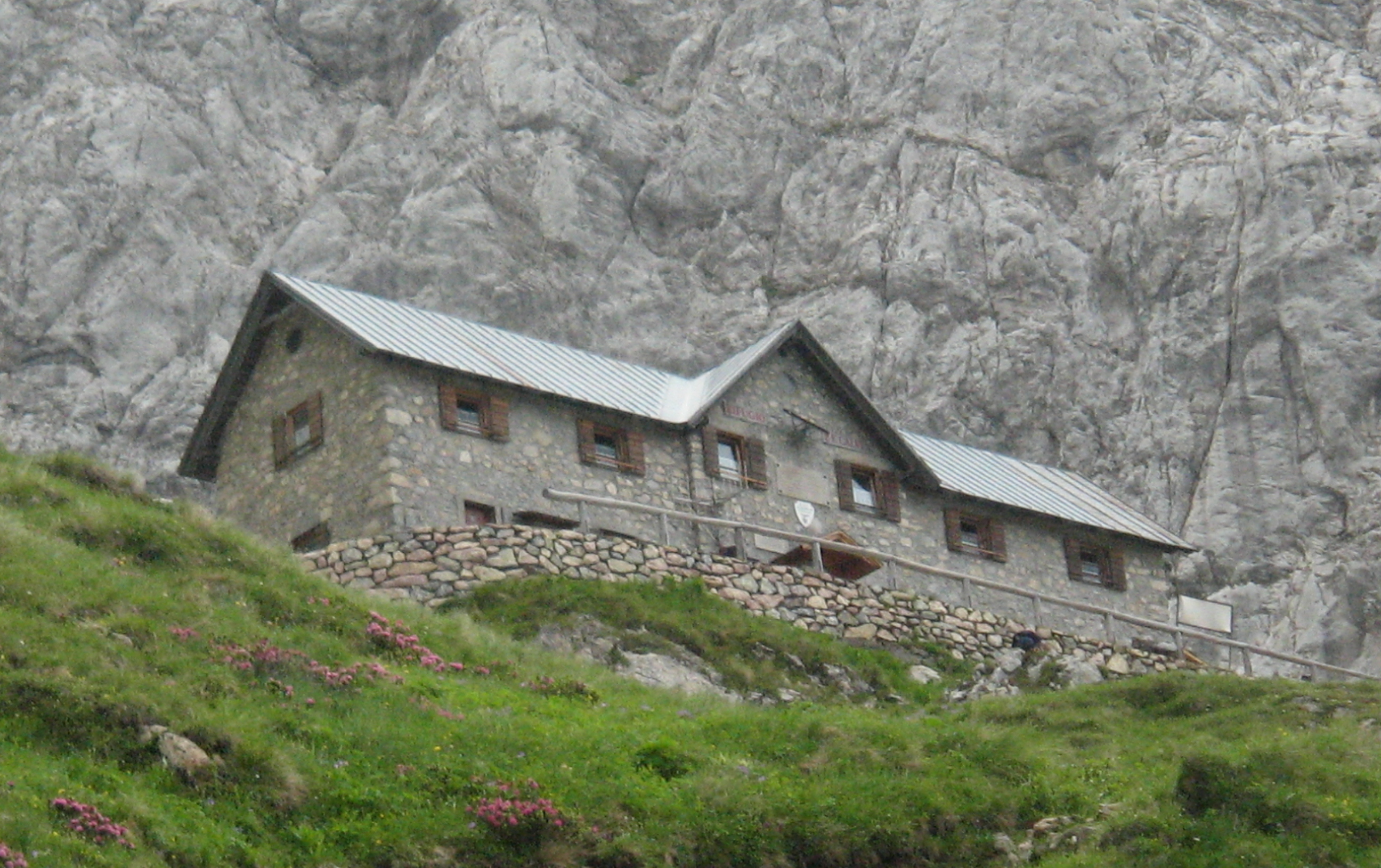
Il Rifugio Pier Fortunato Calvi

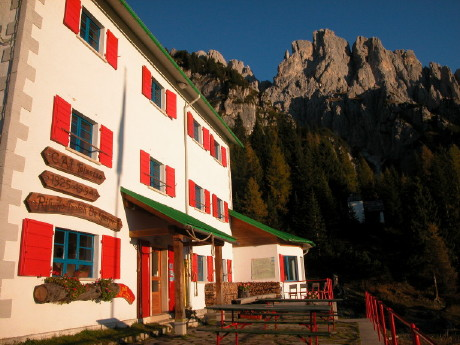
Rifugio Fratelli De Gasperi (Dolomiti Pesarine)

Nelle montagne di Sappada sono presenti alcuni rifugi alpini:
- Rifugio Piani del Cristo, situato nella Val Sesis a 1450 m, nella strada che da Cima Sappada porta alle Sorgenti del Piave.
- Rifugio Sorgenti del Piave, situato a 1830 m sulle pendici del monte Peralba nei pressi delle sorgenti del fiume Piave.
- Rifugio Calvi, di proprietà del Cai è situato a 2164 m sul monte Peralba.
- Baita Rododendro, situato in Val Sesis a 1500 m.
- Rifugio Monte Siera, situato alle pendici del Monte Siera a 1620 m.
- Rifugio Sappada 2000, situato nell'omonimo comprensorio sciistico.
- Bivacco Damiana, situato nella zona del Gruppo dei Clap, sul versante meridionale della Valle di Sappada.
- Rifugio Fratelli De Gasperi, situato a quota 1770 m nella Val Pesarina nel territorio comunale di Prato Carnico.
- Malga Caseravecchia, Situata a 1700 metri slm, alle pendici del Monte Avanza e nei pressi delle Sorgenti del Piave.
- Baita Mondschein
- Rifugio Monte Ferro

### Altri luoghi d’interesse
- Fiamma della Pace, vicino alle Sorgenti del Piave.
- Monumento ai Caduti
- Targa commemorativa di Papa Giovanni XXIII
- Cristo di Borgata Soravia Il semplice e suggestivo crocifisso ligneo che si trova a oriente della stazione di partenza della seggiovia Sappada 2000, sulla terrazza Miravalle.
- Schpanglar Haus Una vecchia abitazione della seconda metà 1700 rimasta nel suo stato originale.
- Segheria Cottrer / Kòttrar soge è sita lungo il corso del Piave e prende il nome dagli ultimi proprietari Kratter che, una volta cessata l’attività, la vendettero all’attuale proprietario che l’ha ristrutturata. L’opificio ottocentesco è chiamato anche mulino, sebbene si tratti di una segheria ad acqua.

## Geografia antropica

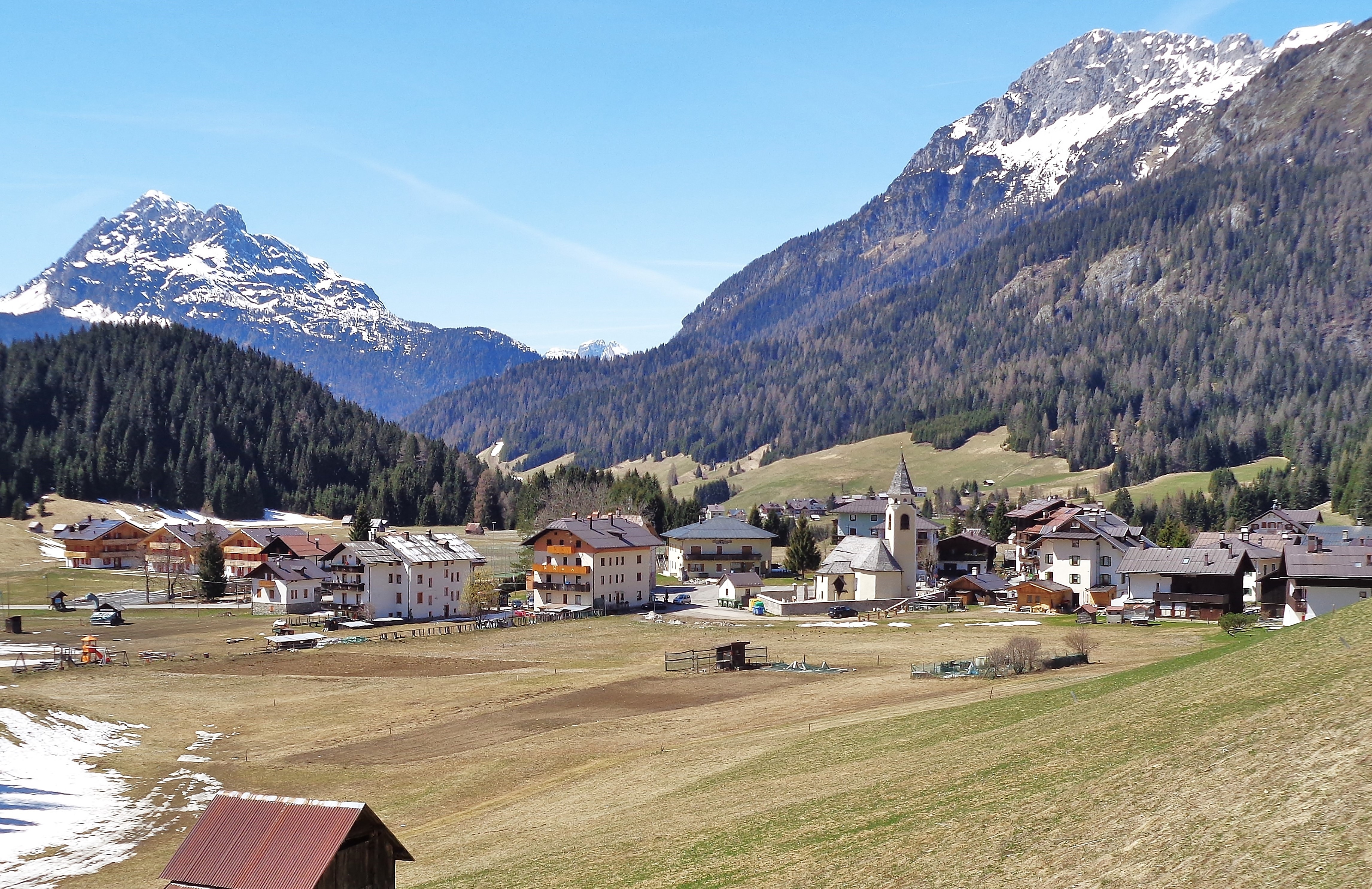
Veduta di Cima Sappada

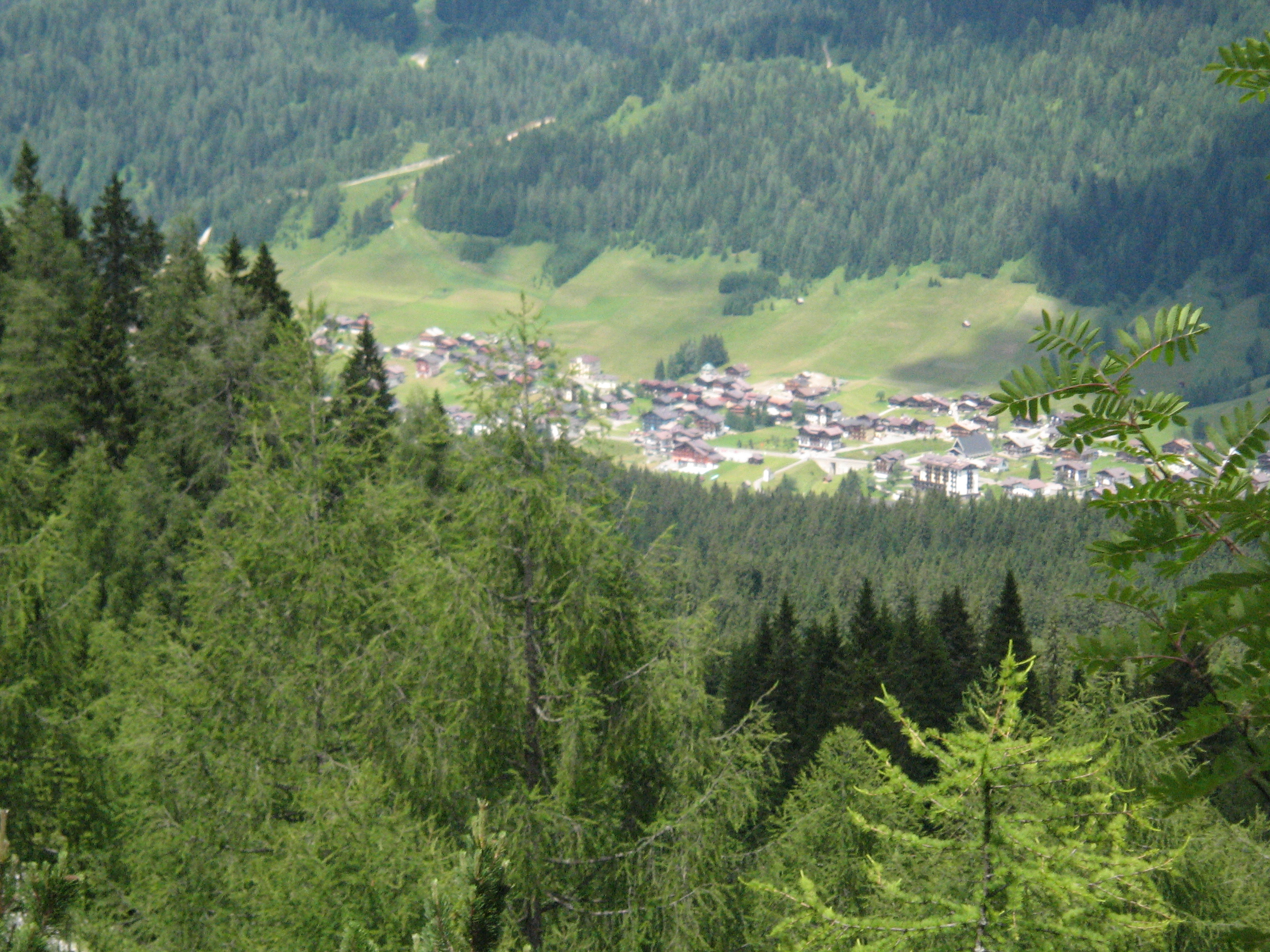
Borgate Kratten e Soravia

### Le borgate

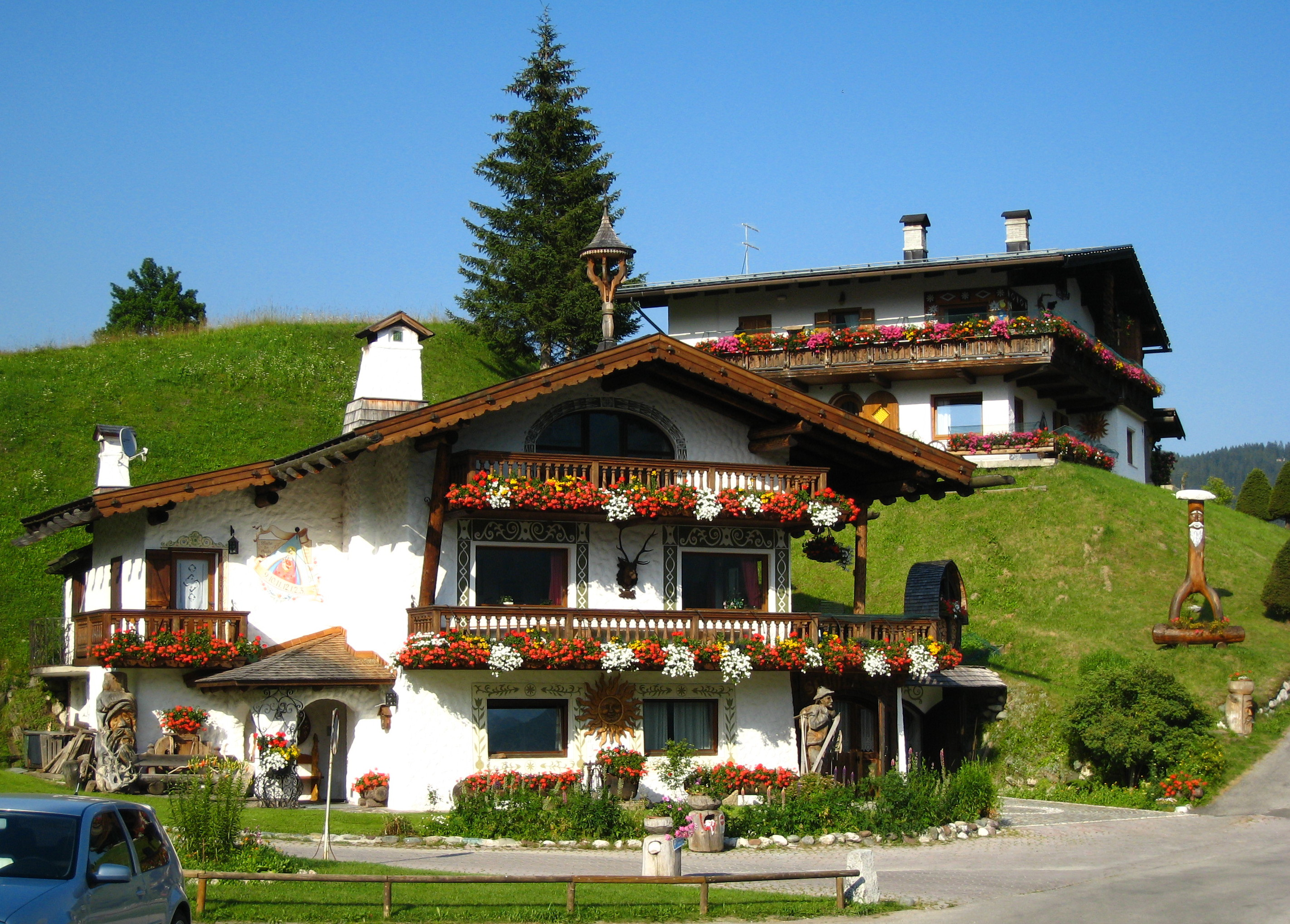
Una casa di Sappada

Si tratta di un comune sparso: la sede comunale si trova in borgata Bach.
Il comune è suddiviso in 15 borgate, che da est a ovest sono nell'ordine:
- Cima Sappada / Zepodn (alt. 1.290 m)
- Cretta / Krètte
- Puiche / Puicha
- Ecche / Ekke
- Soravia / Begar
- Kratten / Krotn
- Fontana / Prunn
- Hoffe / Houve
- Cottern / Kòttern
- Mühlbach / Milpa
- Bach / Pòch (sede comunale)
- Pill / Pihl
- Palù / Moss
- Granvilla / Dorf
- Lerpa / Lèrpa (alt. 1.225 m)

Alcune di esse presentano edifici molto antichi (che costituiscono Sappada Vecchia). Le borgate Granvilla, Palù e Bach costituiscono il centro del paese.

## Società

### Evoluzione demografica
Abitanti censiti

Nel 2023 i nati sono stati 4, i morti 20 con un decremento naturale di 16 unità rispetto al 2022.

Il 31 dicembre 2022, su una popolazione di 1.313 abitanti si contavano 29 stranieri (2,2%).

### Lingue e dialetti
Alcuni dialettologi della scuola di Vienna, tra cui la studiosa Maria Hornung, sostengono che l'origine della colonia sia pustero-carinziana. La parlata tedesca rimase viva a lungo, anche perché la comunità, almeno fino agli inizi del secolo scorso, cercò di evitare i matrimoni misti. Il dialetto di Sappada è affine a quello bavaro-tirolese parlato nelle comunità germanofone della provincia di Udine, come Sauris e Timau. Per le sue particolari caratteristiche, è spesso oggetto di studi; è stato introdotto nelle aule scolastiche di Sappada, come previsto dalla legge 482/1999 e da trattati internazionali sottoscritti dall'Italia.

### Tradizioni e folclore
Le tradizioni sono numerose, e la più nota riguarda il Carnevale con i suoi festeggiamenti e le maschere tipiche. Tra le tradizioni religiose, il pellegrinaggio annuale al santuario della Madonna Addolorata nel paesino austriaco di Maria Luggau in Carinzia.
In particolare il carnevale Sappadino (Plodar Vosenòcht), si svolge durante tre domeniche, ognuna delle quali è dedicata ad un ceto sociale, rappresentato dai mascherati: la domenica dei poveri (Pèttlar Sunntach), quella dei contadini (Paurn Sunntach) e quella dei signori (Hearn Sunntach). Protagonista del carnevale sappadino è la maschera del rollate, personaggio che indossa una pelliccia simile a quella di un orso e pantaloni a righe in tela, porta legati in vita campanacci sferici che risuonano al suo passaggio e brandisce una scopa. Il volto è coperto da una maschera intagliata nel legno. Altre giornate del Carnevale Sappadino sono il giovedì grasso (Vaastign Pfinzntòk), con la sfilata dei Rollate lungo le vie del paese, il lunedì grasso (Vrèss Montach), giornata dedicata ai Rollate, e il martedì grasso (Schpaib Ertach), dedicato ai bambini (una volta alla gara mascherata sugli sci, il No club). Il Rollate è diventato nel tempo il simbolo di Sappada.

## Cultura

### Musei
- Museo Etnografico Giuseppe Fontana, a Cima Sappada, raccoglie antichi manufatti e oggetti della civiltà alpina di Sappada e informazioni storiche.
- Casa museo della civiltà contadina, in borgata Cretta, risalente alla seconda metà dell'Ottocento, conserva arredi e corredi originali. All'esterno viene coltivato un orto con ortaggi ed erbe utilizzate un tempo.
- Piccolo museo della Grande Guerra, in borgata Bach, raccoglie gli oggetti della prima guerra mondiale rinvenuti nei pressi di Sappada durante gli scontri italo-austriaci.

### Cucina
A Sappada, grazie alla vicinanza con la Carnia e la Carinzia, sono presenti vari prodotti che risentono dell'influsso dei territori circostanti, oltre a richiamare quelli tipici delle Alpi. Tra questi vi sono i kneidl (canederli), gepitschta kròpfn (ravioli ripieni di patate e menta oppure ricotta acida), il saurnschotte (formaggio fresco con dragoncello), la gèrschtesuppe (minestra d'orzo), il frico (con patate o speck), le salsicce e la ville (sanguinaccio), con polenta o patate. Tra i dolci tradizionali vi sono i krischkilan (chiacchiere), gli hosnearlan (orecchiette di lepre), i mognkròpfn con il ripieno di papavero e le castagnole (muttn). A Pasqua viene preparata la focaccia dolce Oaschter proat, condita con fette di salame o carne affumicata (senkile), uovo sodo e rafano.

## Economia
Nel paese è sviluppato l'allevamento delle mucche da latte e la produzione dei prodotti derivati dalla lavorazione del latte vaccino come il formaggio. Inoltre l'economia del paese si basa sul turismo, sia invernale, sia estivo.

### Turismo
Nel tempo Sappada è divenuta meta di turismo montano sia invernale che estivo, contribuendo allo sviluppo economico locale.

## Infrastrutture e trasporti
Il comune di Sappada è attraversato dalla strada regionale n. 355 che arriva fino a Tolmezzo. 
La cittadina è collegata al centro di Tolmezzo dalla linea n.120 di autobus dell'azienda TPL FVG  Sappada-Forni Avoltri-Comeglians-Tolmezzo e a Udine dalla linea n. 100  Tolmezzo - Udine, via autostrada.

## Amministrazione

### Sindaci dal 1995
| Periodo        | Periodo        | Primo cittadino       | Partito      | Carica  | Note |
| -------------- | -------------- | --------------------- | ------------ | ------- | ---- |
| 23 aprile 1995 | 13 giugno 1999 | Luciano Coassin       | Lista civica | Sindaco |      |
| 13 giugno 1999 | 13 giugno 2004 | Gianluca Piller Roner | Lista civica | Sindaco |      |
| 13 giugno 2004 | 7 giugno 2009  | Gianluca Piller Roner | Lista civica | Sindaco |      |
| 7 giugno 2009  | 25 maggio 2014 | Alberto Graz          | Lista civica | Sindaco |      |
| 25 maggio 2014 | 26 maggio 2019 | Manuel Piller Hoffer  | Lista civica | Sindaco |      |
| 26 maggio 2019 | 3 aprile 2023  | Manuel Piller Hoffer  | Lista civica | Sindaco |      |
| 3 aprile 2023  | in carica      | Alessandro De Zordo   | Lista civica | Sindaco |      |

### L'iter per il passaggio al Friuli-Venezia Giulia
Nel luglio 2007 il consiglio comunale ha deliberato l'indizione di un referendum popolare consultivo, la cui richiesta era stata sottoscritta da oltre 400 cittadini, per il passaggio di Sappada alla regione autonoma Friuli-Venezia Giulia nell'allora provincia di Udine. La votazione si è tenuta il 9 e 10 marzo 2008. Su un totale di 1.199 aventi diritto si sono recati alle urne 903 elettori, pari al 75,3%. Di questi, per il sì hanno votato 860 sappadini, pari al 95%; per il no, 41.
Il 18 marzo 2009 il consiglio provinciale di Udine ha approvato l'ordine del giorno per il passaggio di Sappada al Friuli-Venezia Giulia. Sia il consiglio regionale del Friuli-Venezia Giulia (23 novembre 2010) che quello del Veneto (28 giugno 2012) hanno espresso il proprio parere favorevole.
L'8 gennaio 2014 la Commissione parlamentare per le questioni regionali ha espresso anch'essa parere favorevole al passaggio del comune di Sappada alla regione Friuli-Venezia Giulia.
Il 20 settembre 2017 il Senato della Repubblica ha dato parere positivo al trasferimento di Sappada alla regione Friuli-Venezia Giulia con 168 favorevoli, 1 contrario e 8 astenuti. Il 22 novembre successivo anche la Camera dei deputati ha dato parere positivo con 257 voti favorevoli, 20 contrari e 74 astenuti..
L'aggregazione del comune di Sappada al Friuli-Venezia Giulia è stata ufficializzata il 16 dicembre 2017 tramite la pubblicazione in Gazzetta Ufficiale della legge n. 182 del 5 dicembre 2017.

### Gemellaggi
- Arezzo, dal 2017[23][24]

## Sport
Il 6 giugno 1987 a Sappada si è conclusa la 15ª tappa del Giro d'Italia, la Lido di Jesolo-Sappada vinta dall'olandese Johan van der Velde, il 20 maggio 2018 la 15ª tappa del Giro d'Italia 2018, la Tolmezzo-Sappada, vinta dal britannico Simon Yates. Il 24 maggio 2024 si è conclusa la 19ª tappa Giro d'Italia Mortegliano > Sappada vinta da Andrea Vendrame.
Nel 1994 Sappada ha ospitato una gara di Coppa del Mondo di sci nordico.